# Kwimata
Prochilodus rubrotaeniatus in Suriname kwimata genoemd, is een straalvinnige vissensoort uit de familie van de nachtzalmen (Prochilodontidae). De wetenschappelijke naam van de soort is voor het eerst geldig gepubliceerd in 1841 door Jardine.
De soort is bentopelagisch en potamodroom, wat wil zeggen dat de vis zijn hele leven in zoetwaterrivieren doorbrengt. De maximale lengte is 32,0 cm.
Het verspreidingsgebied is in Zuid-Amerika: het gebied van de Branco en Marauió in Brazilië en van de Caroni in Venezuela. Ook in de kustrivieren van de Guianas komt hij voor, in Suriname bijvoorbeeld in het open water van het Brokopondostuwmeer. De vis is echter uit de benedenloop van de Surinamerivier verdwenen.
De vis voedt zich met detritus, algen en daarmee verbonden micro-organismen en komt voor in grote rivieren gewoonlijk boven de eerste stroomversnelling. Aan het begin van de regentijd migreert de vis stroomaf om in overstroomde drassige plekken te paaien. Ze maken daarbij een laag trommelend geluid om wijfjes aan te lokken. Ze leggen grote aantallen eieren, honderdduizend tot een miljoen stuks per kilogram.